# Нове Скашево
Нове Скашево (пол. Nowe Skaszewo) — село в Польщі, у гміні Ґзи Пултуського повіту Мазовецького воєводства.
Населення — 104 особи (2011).
У 1975-1998 роках село належало до Цехановського воєводства.

## Демографія
Демографічна структура станом на 31 березня 2011 року:
|          | Загалом | Допрацездатний вік | Працездатний вік | Постпрацездатний вік |
| -------- | ------- | ------------------ | ---------------- | -------------------- |
| Чоловіки | 58      | 15                 | 35               | 8                    |
| Жінки    | 46      | 10                 | 22               | 14                   |
| Разом    | 104     | 25                 | 57               | 22                   |